# BPitch Control
Pour les articles homonymes, voir BPC.
 (mars 2025).
Si vous disposez d'ouvrages ou d'articles de référence ou si vous connaissez des sites web de qualité traitant du thème abordé ici, merci de compléter l'article en donnant les références utiles à sa vérifiabilité et en les liant à la section « Notes et références ».
BPitch Control (BPC) est un label discographique allemand de musique électronique, basé à Berlin

## Histoire
Le label est créé par la productrice et DJ Ellen Allien en 1997. Le but du label est de promouvoir des musiques électroniques variées en expérimentant des sons à tendance techno, electro et minimale grâce à des DJ comme Kiki, Sascha Funke, Ben Klock, Paul Kalkbrenner, Tomas Andersson, Apparat, Smash TV. Le label est également réputé pour avoir signé des artistes electro/electronica au tempo breakbeat et ghettotech comme Modeselektor, Housemeister et Moderat. 
Le label berlinois signe peu de Français, parmi eux : Feadz, le jeune Eedio, élu meilleur espoir par le magazine Trax, Paul Nazca en 2006 pour un EP deep hypnotique, et Chloé pour des EP de micro-house collective avec Kiki et Sascha Funke.
Un petit frère naît en 2005, Memo, une sous-division spécifiquement minimale. On y retrouve[style à revoir] Ben Klock, et des nouveaux venus comme Zander VT et Andre Crom. En 2007, BPitch Control sort le premier album de Damero, qui est la responsable de promotion du label Marit Posh. Celle-ci qualifie sa musique de « dance-music pour fauteuil » et a de grandes qualités vocales. Cette même année sort le troisième volume compilé du label, sélectionné par Ellen Allien, accompagné de sa tournée : le BPitch Control Camping Tour. Sur cette compilation d'exclusivités figurent les artistes BPitch (dont Timtim, Sylvie Marks), mais également les nouveaux-venus : Zander VT, Larsson. Un nouveau titre d'Ellen Allien et d'Apparat (Red Planets), et une invitation à Fairmont aka Jake Fairley (BPitch Control étant proche du label anglais Border Community).
En attendant le second album des Modeselektor, un nouvel album solo de Sascha Funke, celui de Paul Kalkbrenner, un Boogy Bytes Vol.3 est cette fois-ci mixé par Modeselektor. Trente morceaux d'artistes renommés : Radiohead, Nathan Fake, James Holden, Mr. Oizo, Phon.O, mais également d'autres à découvrir, tels que Germans Errorsmith, et Siriusmo. Leur mix comporte notamment leur version remixée d'un morceau de Paul Kalkbrenner : Gia 2000, et poursuit leur collaboration avec TTC : Une Bande de mecs sympa.

## Membres actuels
- Ellen Allien
- Tomas Andersson
- Aérea Negrot
- Alex Amoon
- Arwid
- Apparat
- Autotune
- Nora Below
- Mark Broom
- Chaim
- Andre Crom
- Damero
- Dillon
- Eedio
- Housemeister
- Fritz Zander
- Fuckpony
- Jahcoozi
- Juho Kahilainen
- Kero
- Ben Klock
- Kiki
- Larsson
- Sylvie Marks
- Mochipet
- Moderat
- Modeselektor
- Mr. Statik
- Paul Nazca
- Paul Kalkbrenner (jusqu'en 2010)
- Samson
- Sascha Funke
- Smash TV
- The MFA
- Thomas Muller
- Timtim
- Trike
- We Love
- White Dolomite
- Zander VT

## Discographie partielle
- BPC001 : Various : Volume 1
- BPC002 : Toktok : Randommize
- BPC003 : Various : BPitch Control Volume 003
- BPC004 : Toktok : Mean Streets
- BPC005 : Autotune : Fuzziyama
- BPC006 : Various : Berlin 2000
- BPC007 : Paul dB+ : Friedrichshain
- BPC008 : Ellen Allien : Last Kiss '99
- BPC009 : Various : BPitch Control Kollektiv
- BPC010 : Toktok : Run.Stop.Restore
- BPC011 : Sascha Funke & Djoker Daan : Doppelpass
- BPC012 : Paul dB+ : Untitled
- BPC013 : Ellen Allien : Dataromance
- BPC014 : Toktok vs. Soffy O : Missy Queen's Gonna Die
- BPC015 : Sascha Funke : Luftschloss
- BPC016 : Paul Kalkbrenner : Superimpose
- BPC017 : Trike	: Nachtvisionen
- BPC018 : White Dolemite : Untitled
- BPC019 : Various : Kollektiv
- BPC020 : Smash TV : Rock On Boy
- BPC021 : Ellen Allien : Stadtkind LP
- BPC022 : Paul Kalkbrenner : Chrono
- BPC023 : Trike : Nachtfahrt
- BPC024 : Kiki : Gas126
- BPC025 : Eedio : Connect
- BPC026 : Sascha Funke : 2:1 Für Die Liebe
- BPC027 : Ellen Allien : Flieg Mit Ellen Allien
- BPC028 : Toktok vs. Soffy O : Missy Queen (Remixes)
- BPC029 : Ellen Allien : Dataromance (Remixes)
- BPC030 : Ellen Allien : Stadtkind (Remixes)
- BPC031 : Various : Berlin 2001 Compilation
- BPC032 : Paul Kalkbrenner : Zeit
- BPC033 : Feadz : High-B EP
- BPC034 : Smash TV : Now
- BPC035 : Sascha Funke : When Will I Be Famous
- BPC036 : Tim Buktu : Infant Coversongs Of Yr. Temporary Eternity
- BPC037 : Sylvie Marks : Baby Take Me A Little Bit Higher
- BPC038 : Kiki : Hott !
- BPC039 : Trike : Subculture
- BPC040 : Smash TV : Electrified
- BPC041 : Ellen Allien : Erdbeermund
- BPC042 : Modeselektor : In Loving Memory
- BPC043 : Alex Amoon : I'm The Virus
- BPC044 : Smash TV : Nobody (Remixes)
- BPC045 : Trike : Interflug
- BPC046 : Nora Below : Crystallize…
- BPC047 : Ellen Allien : weiss.mix
- BPC048 : Various : Kollektiv 3
- BPC049 : Kiki : Luv Sikk
- BPC050 : Paul Kalkbrenner : Brennt
- BPC051 : Hal 9000 & Sylvie Marks : We Electric
- BPC052 : Kero : Busted Berlin
- BPC053 : Housemeister : Wake Up !
- BPC054 : Modeselektor : Death Medley
- BPC055 : Various : Gemeinsam
- BPC056 : Sascha Funke : Funkt
- BPC057 : Moderat : Auf Kosten Der Gesundheit
- BPC058 : Hal 9000 & Sylvie Marks : Bad Woman Meets Zen On The Street
- BPC059 : Ben Klock : Tag Der Arbeit
- BPC060 : Feadz : On Level M EP
- BPC061 : Housemeister : Anti Gestern
- BPC062 : Paul Kalkbrenner : F.FWD
- BPC063 : Kiki & Silversurfer : Wasp
- BPC064 : Ben Klock : Glow
- BPC065 : Ellen Allien : Berlinette LP
- BPC066 : Ellen Allien : Trash Scape (Remixes)
- BPC067 : Mochipet : Dim Sum
- BPC068 : Housemeister : Psycho
- BPC069 : Modeselektor : Ganes De Frau Vol. 1
- BPC070 : Apparat : Koax
- BPC071 : Tomas Andersson : Rock Acid
- BPC072 : Paul Kalkbrenner : Steinbeisser
- BPC073 : Ellen Allien : Alles Sehen (Remixes)
- BPC074 : Sascha Funke : Forms & Shapes Remixe
- BPC075 : Sascha Funke : Bravo
- BPC076 : Timtim : Atwater.Ca (Remixes)
- BPC077 : Timtim : Let's Pretend We're Going
- BPC078 : Tomas Andersson : Minimal Mama
- BPC079 : Smash TV : Hi-Jacked
- BPC080 : Ellen Allien : Remix Collection
- BPC081 : Paul Kalkbrenner : Press On
- BPC082 : Kiki : Age Of Cancer
- BPC083 : Paul Kalkbrenner : Self
- BPC085 : Ellen Allien : Astral
- BPC086 : Feadz : Maxi Beef EP
- BPC087 : Smash TV : Bits For Breakfast
- BPC088 : Tomas Andersson : BAS
- BPC089 : Housemeister : No.Games.No.Fun.EP!
- BPC090 : Samson : Getto Blast Control
- BPC091 : Smash TV : Queen Of Men (Remixe)
- BPC092 : Sascha Funke : The Intimate Touch
- BPC093 : Kiki : The End Of The World (Remix)
- BPC094 : Ellen Allien : My Parade DJ Mix LP
- BPC095 : Kiki : Run With Me
- BPC096 : Hal 9000 & Sylvie Marks : Krazeee (Remixe)
- BPC097 : Apparat : Can't Computerize It
- BPC098 : Hal 9000 & Sylvie Marks : Krazeee
- BPC099 : Modeselektor : Turn Deaf
- BPC100 : Tomas Andersson : Festivities
- BPC101 : Various : Camping Compilation LP
- BPC102 : Kiki : So Easy To Forget (Remixes)
- BPC103 : Hal 9000 & Sylvie Marks : My Computer Eats An Acid Trip (Remixes)
- BPC104 : Smash TV : Tech-Tech-Talk
- BPC105 : Ellen Allien : Magma
- BPC106 : Ellen Allien : Thrills LP
- BPC107 : Feadz : Forward 4 EP
- BPC108 : Tomas Andersson : Washing Up
- BPC109 : The MFA : Zone Day
- BPC110 : Paul Kalkbrenner : Tatü-Tata
- BPC112 : Sascha Funke : Boy
- BPC113 : Ellen Allien : Your Body Is My Body
- BPC114 : Tomas Andersson : Hip Date
- BPC115 : Modeselektor : Hello Mom ! LP
- BPC116 : Ellen Allien : Down (Remixes)
- BPC117 : Various : Camping 2 Compilation LP
- BPC118 : Kiki : Sirius
- BPC119 : Mark Broom : From London With Love
- BPC120 : Kiki : Boogy Bytes Vol. 1 LP
- BPC121 : Modeselektor : Hello Mom The Remixes !
- BPC122 : Smash TV : Air / Earth
- BPC123 : Tomas Andersson : Copy Cat
- BPC124 : Ellen Allien & Apparat : Turbo Dreams
- BPC125 : Ellen Allien & Apparat : Orchestra Of Bubbles LP
- BPC126 : Ben Klock : Big Time
- BPC127 : Sascha Funke : In Between Days
- BPC128 : Sascha Funke : Boogy Bytes Vol. 2 LP
- BPC129 : Ellen Allien & Apparat : Way Out
- BPC130 : Smash TV : Yellow Asteroids
- BPC131 : Paul Kalkbrenner : Keule
- BPC132 : Kiki & Lee Van Dowski : BPitch Control Collective 1
- BPC133 : Larsson : Automat
- BPC134 : Sascha Funke & Chloé : BPitch Control Collective 2
- BPC135 : Ellen Allien & Apparat : Jet
- BPC136 : Paul Kalkbrenner : Reworks 12' No.1
- BPC137 : Paul Kalkbrenner : Reworks
- BPC138 : Paul Nazca : Nice To Be Here
- BPC139 : Paul Kalkbrenner : Reworks 12' No.2
- BPC140 : Thomas P. Heckmann : Tangents
- BPC141 : Kiki : Trust Me
- BPC142 : Paul Kalkbrenner : Reworks 12' No.3
- BPC143 : Tomas Andersson : Mot Matsalen !
- BPC144 : Sascha Funke : Auf Aix
- BPC145 : Various Artists : Camping Volume 3 / Vinyl 1
- BPC146 : Damero : Happy In Grey LP
- BPC147 : Various Artists : Camping Volume 3 / Vinyl 2
- BPC148 : Various : Camping 3 Compilation (Compiled by Ellen Allien) LP
- BPC149 : Various Artists : Camping Volume 3 / Vinyl 3
- BPC150 : Juho Kahilainen : Sleeping With The Lizards
- BPC151 : Modeselektor : Boogy Bytes Vol. 3 LP
- BPC152 : Kiki : Joko Tai
- BPC153 : Paul Kalkbrenner : Altes Kamuffel
- BPC154 : Tomas Andersson : Upwardly Mobile
- BPC155 : Arwid : Flashback
- BPC156 : Fuckpony : Lady Judy
- BPC157 : Modeselektor : The Dark Sun Of The Sun Featuting Puppetmastaz
- BPC158 : Sascha Funke : The Acrobat
- BPC159 : Modeselektor : Happy Birthday
- BPC160 : Ellen Allien : Go
- BPC161 : Zander VT : Far From Jaded
- BPC163 : Dusty Kid : Luna
- BPC164 : Kiki : Dancing Graffiti
- BPC165 : Ben Klock : October
- BPC166 : Sascha Funke : Double-Checked
- BPC167 : Sascha Funke : Mango
- BPC168 : Thomas Muller : Ride On
- BPC169 : Chaim : Moon
- BPC170 : Smash TV : Locomotive Breathe
- BPC171 : Ellen Allien : Boogy Bytes Vol. 4 LP
- BPC172 : Paul Kalkbrenner : Bingo Bongo
- BPC173 : Lee Van Dowski : The Last Run
- BPC174 : Modeselektor : Happy Birthday Remixed, Part 1
- BPC175 : Ellen Allien : Sool
- BPC176 : Ellen Allien : Sprung / Its
- BPC177 : Thomas Muller :  Seduction
- BPC180 : Sascha Funke : Mango Remixes
- BPC182 : Fuckpony : Shocked
- BPC184 : Modeselektor : Happy Birthday Remixed, Part 2
- BPC185 : Paul Kalkbrenner : Berlin Calling
- BPC188 : Telefon Tel Aviv : Immolate Yourself
- BPC190 : Telefon Tel Aviv : You Are the Worst Thing in the World (Remixes)
- BPC191 : Modeselektor : Happy Birthday Remixed, Part 3
- BPC193 : AGF/Delay : Symptoms
- BPC196 : Kiki : Kaiku
- BPC200 : Moderat : Moderat
- BPC204 : Fuckpony : Let the Love Flow
- BPC207 : Telefon Tel Aviv : Immolate Yourself Remixes